# Campeonato Panamericano de Béisbol Sub-10 de 2002
El Campeonato Panamericano de Béisbol Sub-10 de 2002 con categoría Infantil A, se disputó en Isla Margarita, Venezuela del 5 al 14 de julio de 2002. El oro se lo llevó Venezuela por quinta vez.

## Equipos participantes
- Aruba
- Brasil
- Cuba
- Honduras
- México
- Panamá
- Venezuela

## Resultados
| Posición | Selección |
| -------- | --------- |
|          | Venezuela |
|          | Brasil    |
|          | Cuba      |
| 4°       | Panamá    |
| 5°       | Aruba     |
| 6°       | México    |
| 7°       | Honduras  |